# Sphagoeme aurivillii
Sphagoeme aurivillii är en skalbaggsart som beskrevs av Pierre Émile Gounelle 1909. Sphagoeme aurivillii ingår i släktet Sphagoeme och familjen långhorningar.
Artens utbredningsområde är Paraguay. Inga underarter finns listade i Catalogue of Life.